# Muraltia dispersa
Muraltia dispersa är en jungfrulinsväxtart som beskrevs av Margaret Rutherford Bryan Levyns. Muraltia dispersa ingår i släktet Muraltia och familjen jungfrulinsväxter. Inga underarter finns listade i Catalogue of Life.